# Paradocus griseovittatus
Paradocus griseovittatus là một loài bọ cánh cứng trong họ Cerambycidae.